# Christian Bottollier
Christian Bottollier (auch unter dem Namen Bottolier; * 25. Juli 1928 in Chenay, Département Marne; † 1. Juli 2021 in Nancy) war ein französischer Fußballspieler.

## Karriere
Nachdem der 171 Zentimeter große Stürmer Bottollier mit 17 Jahren für einige Zeit für eine Jugendmannschaft des Stade Reims aufgelaufen war, wurde er vom früheren Nationalspieler Étienne Mattler zu einem Amateurverein aus dem lothringischen Le Thillot geholt. Im Sommer 1949 gelang ihm der Wechsel zum aus derselben Region stammenden Erstligisten FC Nancy. Als 21-Jähriger debütierte er in der Eliteklasse des französischen Fußballs und avancierte zu einer Zeit, in der Ein- und Auswechslungen noch nicht möglich waren, direkt zum Stammspieler in der Offensive. Zunächst spielte er dabei als Stoßstürmer und erreichte im Verlauf der Saison 1949/50 mit 19 Toren Platz vier in der Torschützenliste. Weil er im damals aus fünf Spielern bestehenden Angriff – darunter die A-Nationalspieler Léon Deladerrière und Roger Piantoni – auf eine äußere Position wechselte und teils auch im Mittelfeld aufgeboten wurde, war er anschließend als Torjäger nicht mehr derart erfolgreich, blieb in der Mannschaft aber weiter gesetzt.
Mit Nancy fand er sich meist im unteren Mittelfeld oder im Abstiegskampf wieder. Einzig 1953 belegte die Elf mit einem achten Rang einen Platz in der oberen Tabellenhälfte und schaffte zugleich den Einzug ins nationale Pokalfinale 1953, musste sich jedoch mit der Beteiligung Bottolliers mit 1:2 gegen den OSC Lille geschlagen geben. In der Spielzeit 1954/55 geriet er mit 14 Treffern in die Nähe seiner Bestmarke aus seinem ersten Profijahr, während er in den anderen Saisons jeweils deutlich unter zehn Torerfolgen blieb. Persönlich besaß der Spieler eine gewisse Prominenz, die ihn 1956 auf die Titelseite der Sportzeitschrift Miroir Sprint zur Saisoneröffnung 1956/57 brachte. Dennoch blieb er dem FC Nancy die ganze Laufbahn hindurch treu und tat dies auch, als er 1957 nach Jahren des erfolgreichen Kampfes dagegen den Abstieg hinnehmen musste. 1958 zog er sich eine Knieverletzung zu, die den damals 29-Jährigen nach 243 Erstligapartien mit 54 Toren sowie sieben Zweitligapartien ohne Tor zu einer Beendigung seiner Laufbahn veranlasste.

## Nationalmannschaft
Bottollier, der Mitglied der Militärmannschaft seines Landes war, wurde bedingt durch seine persönlichen Leistungen trotz seiner Zugehörigkeit zu einem Verein, der sich im unteren Mittelfeld der obersten Spielklasse wiederfand, für die französische Nationalmannschaft nominiert. Allerdings wurde er letztlich nicht aufgeboten und trug somit nie das Trikot der internationalen A-Mannschaft Frankreichs.